# Gliese 229 b
Gliese 229 b är en brun dvärg som kretsar den röda dvärgstjärnan Gliese 229. Gliese 229 b har en massa som är 20 till 50 gånger så stor som Jupiters. Gliese 229 b upptäcktes 1995 och var den allra första bruna dvärg som upptäcktes och att bli direkt observerad.
På grund av kylan som dess avstånd till Gliese 229 skapar, så kan materia lik metan bildas i atmosfären så som det gör i Jupiters atmosfär. Denna metan, och den kalla temperaturen, upptäcktes i spektrumundersökningar av Gliese 229 b, vilket bekräftade att detta objekt inte var någon stjärna. Men Gliese 229 b är för massiv och ljus för att kunna klassificeras som en planet också. Så i november 1995 blev Gliese 229 b klassificerad som en brun dvärg.
Eftersom den kretsar på omkring 40 ae från Gliese 229, så är dess månar, om den har några, mörka och frusna världar.